# Global Assembly Cache
Global Assembly Cache (укр. Глобальний кеш збірок) або GAC — це кеш .NET-збірок для платформи Microsoft's CLR в межах одного комп'ютеру. Концепція контрольованого єдиного репозиторію адрес та загальних бібліотек (shared libraries) допомагає уникати пасток, які ведуть до таких проблем, як DLL hell — проблеми підтримки бібліотек без зворотної сумісності та стандартів іменування.

## Вимоги
.NET-збірки, які розташовані у GAC повинні дотримуватися спеціальних правил для керування версіями, які дозволяють коду з різних версій виконуватись в контексті однієї програми, методу. Збірки у GAC повинні іменуватися згідно з конвенцією іменування Strong key.

## Використання
Microsoft підтримує два шляхи для роботи з Global Assembly Cache:
- Global Assembly Cache Tool (gacutil.exe)
- Assembly Cache Viewer (shfusion.dll)

### Global Assembly Cache Tool
gacutil.exe це стара утиліта командного рядка, яка входила ще до .NET 1.1 та досі доступна у .NET SDK.
Команда для перевірки доступності збірки в GAC:
```
gacutil.exe /l <assemblyName>
```

Команда для реєстрації збірки в GAC:
```
gacutil.exe /i <assemblyName>
```

Зареєструвати збірку можна й звичним копіюванням файлів у директорію:
```
%windir%\assembly\
```

У .NET 4.0 ця директорія змінена на:
```
%windir%\Microsoft.NET\assembly\.
```

Інші параметри утиліти можна прочитати, додавши прапорець /?:
```
gacutil.exe /?
```

### Assembly Cache Viewer
Це інтерфейс роботи з кешем, інтегрований в Windows Explorer. Цей файловий менеджер дозволяє бачити всі сбірки, які входять у GAC, їх версії, публічні ключі, та цільову архітектуру. Збірки інсталюються за допогому drag-n-drop та деінсталюються звичним видаленням файлів.
Разом з випуском .Net Framework 4, Assembly Cache Viewer була визнана застарілою.

## Приклад використання
Уявимо, що на комп'ютері є дві .NET-збірки, що мають однакове ім'я AssemblyA, але одна з них має версію 1.0, а інша — 2.0. Оскільки GAC потребує, щоб обидві збірки мали ім'я AssemblyA, вони не можуть існувати в одній директорії в файлових системах FAT32 та NTFS. Зате, віртуальна файлова система Global Assembly Cache це дозволяє, та може бути використана програмами, які використовують різні версії однієї збірки окремо.